# 小行星11104
小行星11104（11104 Airion）是一颗绕太阳运转的小行星，为主小行星带小行星。该小行星于1995年10月6日发现。

## 轨道参数
小行星11104的轨道半长轴为2.9390197 UA，离心率为0.114。